# Egon Franke (schermer)
Egon Johann Franke (Gliwice, 23 oktober 1935 – Chieri, 30 maart 2022) was een Pools schermer.
Franke won tijdens de Olympische Zomerspelen 1964 de gouden medaille individueel met de floret en de zilveren medaille met het floret team. Vier jaar later won Franke met zijn ploeggenoten de bronzen medaille.
Franke won met de Poolse floret ploeg op de wereldkampioenschappen vijf bronzen en één zilveren medaille. Franke behaalde zijn enige wereldtitel met de Poolse sabelploeg. Individueel won hij de bronzen medaille op de wereldkampioenschappen van 1963 in eigen land.

## Resultaten

### Olympische Zomerspelen
| Jaar | Plaats      | Resultaten         |
| ---- | ----------- | ------------------ |
| 1960 | Rome        | 5e floret team     |
| 1964 | Tokio       | floret floret team |
| 1968 | Mexico-stad | floret team        |

### Wereldkampioenschappen schermen
| Jaar | Plaats       | Resultaten               |
| ---- | ------------ | ------------------------ |
| 1961 | Turijn       | floret team              |
| 1962 | Buenos Aires | sabel team · floret team |
| 1963 | Gdańsk       | floret team · floret     |
| 1965 | Parijs       | floret team              |
| 1966 | Moskou       | floret team              |
| 1967 | Montreal     | floret team              |

1896: Eugène-Henri Gravelotte ·
1900: Émile Coste ·
1904: Ramón Fonst ·
1912: Nedo Nadi ·
1920: Nedo Nadi ·
1924: Roger Ducret ·
1928: Lucien Gaudin ·
1932: Gustavo Marzi ·
1936: Giulio Gaudini ·
1948: Jéhan de Buhan ·
1952: Christian d'Oriola ·
1956: Christian d'Oriola ·
1960: Viktor Zjdanovitsj ·
1964: Egon Franke ·
1968: Ion Drîmbă ·
1972: Witold Woyda ·
1976: Fabio Dal Zotto ·
1980: Vladimir Smirnov ·
1984: Mauro Numa ·
1988: Stefano Cerioni ·
1992: Philippe Omnès ·
1996: Alessandro Puccini ·
2000: Kim Young-ho ·
2004: Brice Guyart ·
2008: Benjamin Kleibrink · 
2012: Lei Sheng · 
2016: Daniele Garozzo · 
2020: Cheung Ka-long · 
2024: Cheung Ka-long